# Gerardo García Berodia
Gerardo García Berodia (n. Madrid; 6 de junio de 1981) es un exfutbolista español y agente de futbolistas. Jugaba de mediocampista.

## Trayectoria
De la cantera del Real Madrid, tenía un futuro prometedor en el fútbol profesional, pero un tumor en el tobillo, hizo que tuviera que dejar el fútbol por un tiempo y su recuperación tardó 3 años.
A falta de ritmo, pasó por varios clubes de Segunda B y Tercera División de España, destacándose por los clubes que pasó.
El 2013 llega al Club Jorge Wilstermann de la Liga del Fútbol Profesional Boliviano, destacándose en cada partido, y abriendo oportunidades a jugadores españoles que llegaron a diferentes clubes de Bolivia.
A mediados de 2014, por problemas familiares rescinde contrato con el club. Gerardo García Berodia marcó un total de 23 goles en 3 torneos disputados con Wilstermann.
Posteriormente, vuelve a vestir la camiseta del Navalcarnero por una temporada.

## Clubes
| Club             | País    | Año       |
| ---------------- | ------- | --------- |
| Real Madrid      | España  | 1992-2004 |
| CD El Álamo      | España  | 2004–2005 |
| Pinto            | España  | 2005–2006 |
| Navalcarnero     | España  | 2006-2007 |
| CD Leganés       | España  | 2007-2008 |
| Zamora           | España  | 2008-2009 |
| Ponferradina     | España  | 2009-2010 |
| Conquense        | España  | 2010-2011 |
| CD Lugo          | España  | 2011-2013 |
| Wilstermann      | Bolivia | 2013-2014 |
| Navalcarnero     | España  | 2014-2016 |
| Móstoles URJC    | España  | 2016-2017 |
| Rayo Majadahonda | España  | 2017      |
| Unión Adarve     | España  | 2018-2019 |